# Accord de libre-échange entre les Émirats arabes unis et la Turquie
L'accord de libre-échange entre les Émirats arabes unis et la Turquie est un accord signé en mars 2023. L'accord prévoit une réduction de 93 % des droits de douane sur les échanges entre les deux pays. Les négociations avaient démarré au début de l'année 2022,.